# Bzowo (województwo wielkopolskie)
Bzowo – wieś w Polsce, położona w województwie wielkopolskim, w powiecie czarnkowsko-trzcianeckim, w gminie Lubasz.

## Historia
Miejscowość pierwotnie związana była z Wielkopolską. Ma metrykę średniowieczną i istnieje co najmniej od XIV wieku. Wymieniona pierwszy raz w łacińskim dokumencie z 1394 jako Bszevo, 1396 Brzowo, 1403 Bszowo, 1406 Bzowo, 1435 Bsowo, 1519 Pozowo.
Miejscowość była wsią szlachecką należącą do lokalnych wielkopolskich rodzin szlacheckich Bzowskich, Baranowskich, Bienińskich oraz Tuczyńskich.  W 1451 leżała w powiecie poznańskim Korony Królestwa Polskiego, a w 1508 należała do parafii Lubasz.
Miejscowość wielokrotnie wspominają archiwalne dokumenty historyczne. W 1394 odnotowano Katuszę z Bzowa toczącą proces sądowy z Klawkiem z Nowej Wsi. W 1396 Sędziwój z Bzowa toczył proces z Grzymkiem z Murzynowa. W 1408 Mirosław, Jakub, Bieniak, Bodzęta i Piotr bracia z Bytynia oraz kasztelan poznański Mościc i Jugo bracia ze Stęszewa toczyli spór sądowy o miasto Stęszew, wieś Dębno z jeziorami, folwarkiem i 4 wielkimi łanami leżącymi przy Stęszewie oraz o 1/3 wsi Bzowo i Jabłonowo. Sędziowie polubowni nałożyli wadium w wysokości 1000 kóp oraz przysądzili te dobra Mościcowi oraz jego bratu. W 1435 Bzowo było własnością kasztelana gnieźnieńskiego Piotra z Bnina herbu Łodzia. W 1451 kasztelan Jan Baranowski otrzymał Bzów i Rogaczewo od tenutariusza mosińskiego Piotra Bnińskiego w zamian za Jastrzębniki oraz 1200 złotych. W 1485 następuje podział dóbr po Janie Baranowskim. Bzowo wraz z Chomęcicami, trzecią częścią Rosnowa oraz połową Sroczewa dziedziczy jego syn Adam Baranowski. W 1526 właścicielem wsi jest Mikołaj Bzowski.
W 1563 we wsi miał miejsce pobór podatków z 18 łanów, młyna, dwóch karczmy, oraz od kowala. W 1577 płatnikami poboru byli Dobrogost Bzowski oraz Melchior Bzowski. W 1580 podatki pobrano z części Melchiora Bzowskiego od 6 łanów, 3 zagrodników, komorników, kowala, młyna dorocznego o dwóch kołach. Natomiast z części Stanisława Tuczyńskiego pobrano podatki od 6 łanów, 5 zagrodników oraz dwóch komorników.
W 1580 wieś szlachecka Bzowo położona była w powiecie poznańskim województwa poznańskiego w Rzeczypospolitej Obojga Narodów. 
W wyniku II rozbioru Rzeczypospolitej w 1793, miejscowość przeszła w posiadanie Prus i jak cała Wielkopolska znalazła się w zaborze pruskim w granicach Wielkiego Księstwa Poznańskiego.
W latach 1975–1998 miejscowość administracyjnie należała do województwa pilskiego.

## Zabytki
We wsi zachowały się wpisane do rejestru zabytków:
- neorenesansowy pałac z końca XIX w.
- park

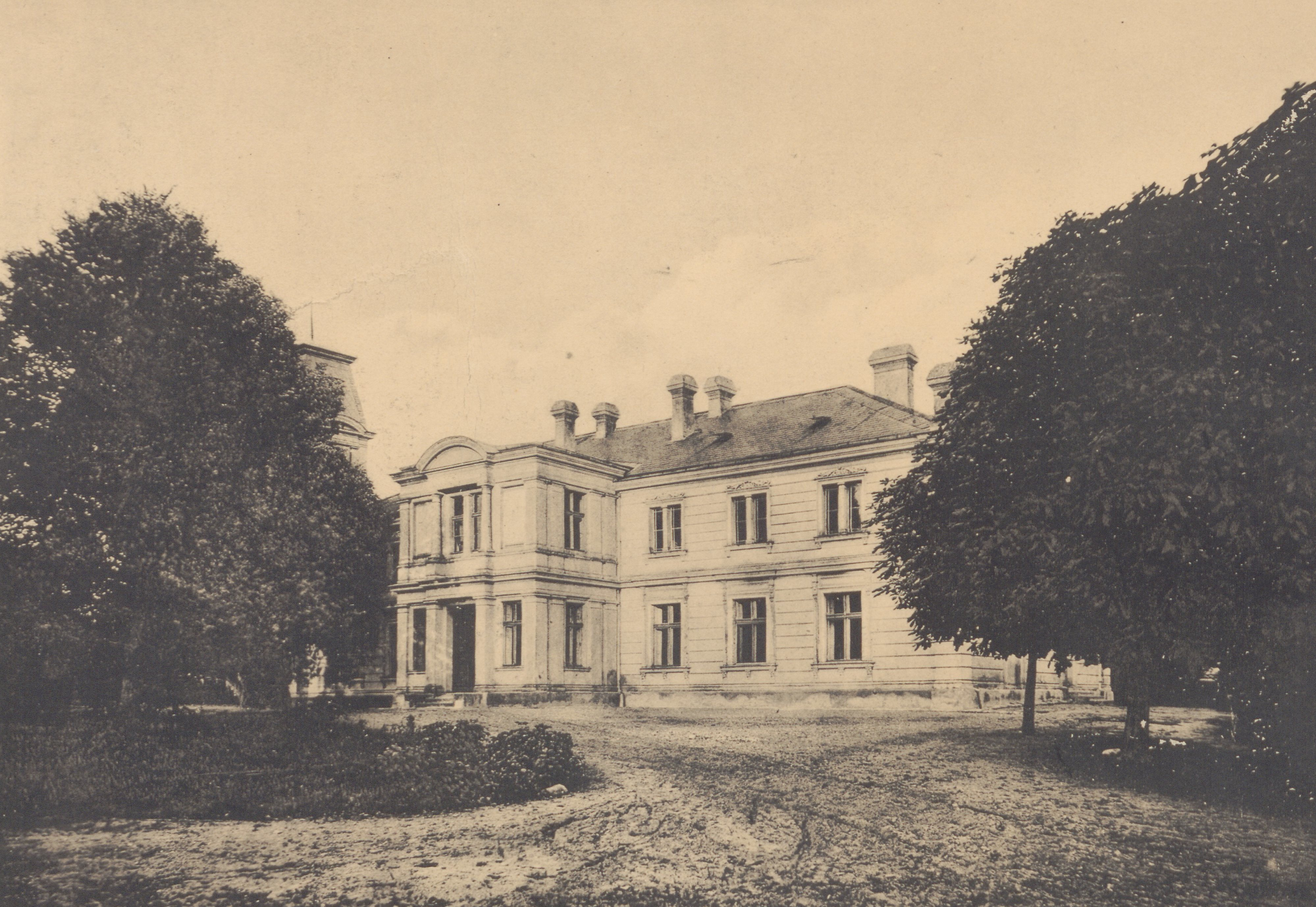
Widok pałacu przed 1914

Inne miejscowości o nazwie Bzowo: Bzowo